# Адмирал Юмашев (большой противолодочный корабль)
Большой противолодочный корабль «Адмирал Юмашев» —  последний корабль проекта 1134А типа «Кронштадт».
БПК назван в честь адмирала Ивана Степановича Юмашева (27 сентября (9 октября) 1895 — 21 октября 1972).

## История
15 января 1973 года БПК «Адмирал Юмашев» зачислен в списки кораблей ВМФ, и 14 апреля 1975 года, под заводским номером 730, заложен на Ленинградском судостроительном заводе имени А. А. Жданова. 30 сентября 1976 года спущен на воду. Крёстной матерью корабля при спуске его на воду стала Светлана Николаевна Пусь. 26 сентября 1977 года на корабле поднят Военно-морской флаг СССР.
Первый командир корабля - капитан 3 ранга Ю. П. Гуценко.
30 декабря 1977 года вступил в строй, 17 февраля 1978 года зачислен в состав Северного флота в 170-ю бригаду противолодочных кораблей 7-й оперативной эскадры.
Зимой 1978—1979 годов БПК «Адмирал Юмашев» представлял интересы СССР и следил за перемещениями потенциального противника в Средиземном море, совместно с БПК «Смышлёный» участвовал в сопровождении ТАВКР «Киев». В связи с нападением КНР на Вьетнам, БПК «Адмирал Юмашев» длительное время находился у входа в Суэцкий канал для возможного перехода в район конфликта. Когда 5 марта руководство КНР заявило о выводе своих войск и конфликт был исчерпан, БПК продолжил несение боевой службы. С сентября по октябрь 1979 года обеспечивал интересы СССР в районе учений ОВМС НАТО («Океанская охота-79»). В том же году принимал участие единственном  в истории советского ВМФ оперативно-тактическом учении с реальным применением сил и средств — «Встречный бой АУГ», между ТАВКР «Киев» и «Минск».
С 22 по 27 февраля 1982 года БПК «Адмирал Юмашев» совершил деловой заход в порт Бизерта (Тунис). С целью предотвращения возможных провокаций, по приказанию ГШ ВМФ, корабль не оказал помощь терпящей бедствие итальянской рыбацкой шхуне с четырьмя рыбаками на борту. В результате БПК «Адмирал Юмашев» был показан по итальянскому телевидению с очень нелестными отзывами о «советской морской солидарности». В 1983 году корабль был награждён памятным знаком Мурманского облисполкома — «Лучшему надводному кораблю СФ», а экипажу было вручено памятное знамя Мурманского обкома КПСС, облисполкома и совета народных депутатов.
С 25 февраля по 20 марта 1984 года БПК «Адмирал Юмашев» осуществлял слежение за кораблями вероятного противника на учениях НАТО «Team Spirit 84».
В период с 3 мая по 30 декабря 1984 года БПК «Адмирал Юмашев» находился в длительном плавании в районе юго-западной Африки (визиты в Луанду в Анголе, Пуэнт-Нуар в Конго,  Праю и Минделу на островах Зелёного Мыса в Кабо-Верде, Котону в Бенине, Сан-Томе и Принсипи).
13 июля 1992 года БПК «Адмирал Юмашев» был разоружён и исключён из состава ВМФ в связи с передачей в отдел фондового имущества (ОФИ) для демонтажа и реализации. Спуск Военно-Морского флага состоялся 23.02.1992 года. 31.12.1992 года расформирован и в 1994 году продан частной индийской компании для разделки на металл.
Бортовые номера корабля: 597, 627, 607, 688, 657, 647, 682.
Кораблём в разные годы командовали:
капитан 2 ранга Ю.П. Гуценко,
капитан 2 ранга А.Г.Стефанов,
капитан 3 ранга П.П.Хоменко,
капитан 3 ранга С.И. Цюра,
капитан 2 ранга В.П. Рудзик.
В 1979 году за освоение новой техники Стефанов А.Г. был награждён орденом Боевого Красного Знамени.
___________________________________________________________________________________________
Боевой путь корабля:
30 сентября 1976 года корабль спущен на воду.
30 ноября 1976 года штабом 7-й ОПЭСК сформирован экипаж корабля.
25 сентября 1977 года впервые на корабле поднят Военно-Морской Флаг СССР командиром корабля кап.3 ранга Стефановым А.Г.
С ноября 1977 по март 1978 года корабль в составе кораблей 7-й ОПЭСК находился в длительном плавании в Средиземном море.
5 марта 1978 года – посещение ГК ВМФ.
24 апреля 1978 года - БПК «Адмирал Юмашев» прибыл в г. Североморск.
С 15.12.78 корабль совместно с БПК "Смышлёный" участвовал в сопровождении ТАКР "Киев". Корабли в течение 3,5 месяцев производили слежение за кораблями противника в Средиземном море.
С сентября по октябрь 1979 года корабль находился в районе ОВМС НАТО учений «Океанская охота-79», где обеспечивал интересы СССР.
1979г. Средиземное море (единственное в истории советского Военно-Морского Флота оперативно-тактическое учение с реальным применением сил и средств): "Встречный бой АУГ". Участники: АУГ "Минск", АУГ "Киев" (в т.ч. БПК "Адмирал Юмашев").
В 1979 году участвовал в учениях «Разбег -79», «Сафари», и зенитной ракетной стрельбе на приз ГК ВМФ по ПВО в сложных условиях.
С октября по ноябрь 1979 года корабль совершил межфлотский переход и вошёл в состав кораблей Лен. ВМБ.
С сентября 1980 по ноябрь 1980 года корабль находился в составе кораблей 7-й ОПЭСК в длительном плавании в районе Северной и Средней Атлантики.
С сентября 1981 по апрель 1982 года корабль находился в длительном плавании в Средиземном море.
В феврале 1982 года корабль совершил деловой заход в порт Бизерта республики Тунис.
15 апреля 1983 года. Корабль участвовал в учениях по ПВО в составе группы кораблей (КР «Киров», БПК «Жгучий», ЭМ «Гремящий», ЭМ «Отчаянный», «Бывалый», «Опасный» и др.) – сбито две мишени.
31 июня 1983 года корабль награждён памятным знаком Мурманского Облисполкома «Лучшему надводному кораблю СФ».
С 20 по 26 сентября 1983 года корабль участвовал в учениях «Океан-83» в составе оперативного соединения совместно с крл «Александр Невский», ркр «Адмирал Зозуля», эм «Современный», эм «Отчаянный», бпк «Маршал Тимошенко», бпк «Стройный» под флагом командира 7 опэск контр-адмирала Колмагорова. На борту крейсера - штаб 7 опэск под руководством НШ контр-адмирала Баранник В.В. Противодействующая сторона, ОБК «противника» - бпк «Удалой», бпк «Вице-адмирал Кулаков» и 2 скр пр.1135.
С 25 февраля по 20 марта 1984 г. в Атлантике состоялись крупнейшие, на то время, учения Северо-Атлантического блока НАТО Тим Спирит-84. Корабль осуществлял слежение за кораблями вероятного противника.
С 3 мая по 30 декабря корабль находился в длительном плавании в юго-западной Африке. За этот период корабль совершил переходы:
3 мая - отшвартовка от причала №6 города Североморск. Курс на Африку.19 мая 1984 года - отдали якорь на рейде г. Конакри республики Гвинея.
26 мая - снятие с якоря и курс в порт Луанду республики Ангола.30 мая - переход экватора.
3 июня - швартовка в порту Луанда республики Ангола.11 июня - отшвартовка и курс на Пуэнт-Нуар республики Конго.
13 июня - швартовка в порту Пуэнт-Нуар республики Конго.20 июня - отшвартовка. Курс на Анголу.
22 июня - швартовка в порту Луанда республики Ангола.3 июля - отшвартовка и курс на острова Зеленного Мыса.
12 июля - швартовка на островах г.г. Прая и Миндела.17 июля - отшвартовка и курс на Анголу.
29 июля - швартовка в Луанде.29 августа - отшвартовка и курс на Бенин.
2 сентября - швартовка в порту Котону республики Бенин.12 сентября - отшвартовка и курс на Анголу.
17 сентября - швартовка в Луанде.3 ноября - отшвартовка и курс на Сан-Томе и Принсипи.
5 ноября - швартовка в порту Сан-Томе и Принсипи.10 ноября - отшвартовка и курс на Анголу.
12 ноября - швартовка в Луанде.5 декабря - курс к родным берегам базы г. Североморска.30 декабря – швартовка к 6-му причалу (правым бортом) базы г. Североморска.
С 14.02 по 14 .06.1986 - завод в г. Мурманске. 24.06.1986 - выход в Баренцево море (съёмки Ленинградского ТВ).
С 30.06 по 06.07.1986 – Выход в Баренцево море (К Новой земле).С 07.07 по 12.07.1986 - Баренцево море.
20.01.-24.01.1987 - Баренцево море (8 бальный шторм).С 10.04.1987 - завод в г. Мурманске.
С 1985 года по 1988 год корабль обеспечивал интересы СССР в Северной Атлантике. За это время кораблём пройдено свыше 62 000 морских миль.
(Справка взята со стенда из кают-компании, обработана и дополнена личными материалами и информацией из сети и сайта.)
14 октября 1989 года - последний выход в море своим ходом. Выходили на ракетную стрельбу, закрывать район. Но по погоде стрельбу отменили. Корабль дошёл до о.Кильдин, развернулся и пошёл обратно. Дальше "Юмашев" только таскали за "ноздрю".
1989 – 1990 г.г. – ремонт.
В ноябре 1989 года "Юмашев" встал в СРЗ-35 на текущий ремонт. Потом текущий ремонт прекратили, и не выходя из завода стали готовиться к среднему ремонту. Весной 1991 года средний ремонт начали, а осенью того же года и закончили.
В январе 1992 года "Юмашев" под буксирами перетащили из СРЗ-35 в г.Североморск и поставили у причала № 9. Началась процедура списания корабля.
13 июля 1992 года - исключён из списков.
23 февраля 1993 года – расформирован, спуск флага.
В 1994 году продан за 468 т. долларов на слом в Индию. БПК "Адмирал Юмашев" был разделан в порту Аланг, Индия. Время жизни БПК "Адмирал Юмашев" составило не более 18 лет, при среднезапланированном в 25-30.

## Характеристики корабля

### Энергетическая установка
Главная энергетическая установка БПК «Адмирал Юмашев» состояла из двух главных турбозубчатых агрегатов (ГТЗА) по 45 000 л. с. с четырьмя паровыми котлами КВН-98/64. Электрооборудование корабля снабжалось электроэнергией от трёх турбогенераторов (два из них на 1000 кВт, один — на 750 кВт) и четырёх дизель-генераторов мощностью по 500 кВт каждый.

### Вооружение
1. Артиллерийские комплексы
  - Два двуствольных АК-725 на 4400 выстрелов с системой управления «Барс» (МР-103);
  - Четыре шестиствольных 30-мм АК-630М на 12 000 выстрелов с системой управления «Вымпел-А».
2. Ракетные комплексы
  - Два ЗРК «Шторм—М», 48 управляемых ракет В-611;
  - Два ПЛРК «Метель» (после модернизации были заменены на Раструб-Б-1), 8 противолодочных управляемых ракет 85-РУ1;
  - Оба комплекса управляются СУ «Гром-М»[9].
3. Противолодочное
  - Два пятитрубных торпедных аппарата ПТЛ-53-1134 (торпеды 53-65к и СЭТ-65, по 10 каждого типа);
  - Прибор управления торпедной стрельбой (ПУТС) «Тифон»;
  - Две двенадцатиствольные (калибр 213 мм) реактивные бомбомётные установки РБУ-6000 (под РГБ-60 снаряд; 144 шт.);
  - Две шестиствольные (калибр 305 мм) реактивные бомбомётные установки РБУ-1000 (под РГБ-10 снаряд; 48 шт.);
  - Система управления РБУ — ПУСБ «Буря».